# 基毛光苞柳
基毛光苞柳（学名：Salix tenella var. trichadenia）为杨柳科柳属下的一个变种。

## 扩展阅读
- 維基物種上的相關：基毛光苞柳